# Otto Taubert
Otto Taubert (Naumburg, 26 de juny de 1833 - Torgau, 1 d'agost de 1903) fou un compositor i literat alemany.
Feu els seus primers estudis en el Gimnàs de la seva ciutat natal, entrant més tard en el cor de la Catedral. Després fou deixeble de d'O. Claudius i ensems cursà en la Universitat de Halle, doctorant-se en filosofia el 1859. Des del 1863 fou professor del Gimnàs de Torgan, i al mateix temps cantor de l'església i director de la Societat de Cants. Amb els escassos recursos de què disposava en la ciutat, organitza concerts excel·lents i contribuí a fomentar l'afició a la música entre el poble. Va compondre Paul Schede (Melissus) Leben und Schriften (1864), Die Pflege der Musik in Torgan (1868), Der Gymnasialsingchor in Torgan (1870), Daphne das erste deutsche operntextbuch (1878), Gedichte inombrosos cors i lieder, devent-se-li a més: